# Pseudoleskea andina
Pseudoleskea andina är en bladmossart som beskrevs av W. P. Schimper och Nathaniel Lord Britton 1896. Pseudoleskea andina ingår i släktet Pseudoleskea och familjen Leskeaceae. Inga underarter finns listade i Catalogue of Life.